# هولوکاست در دولت مستقل کرواسی

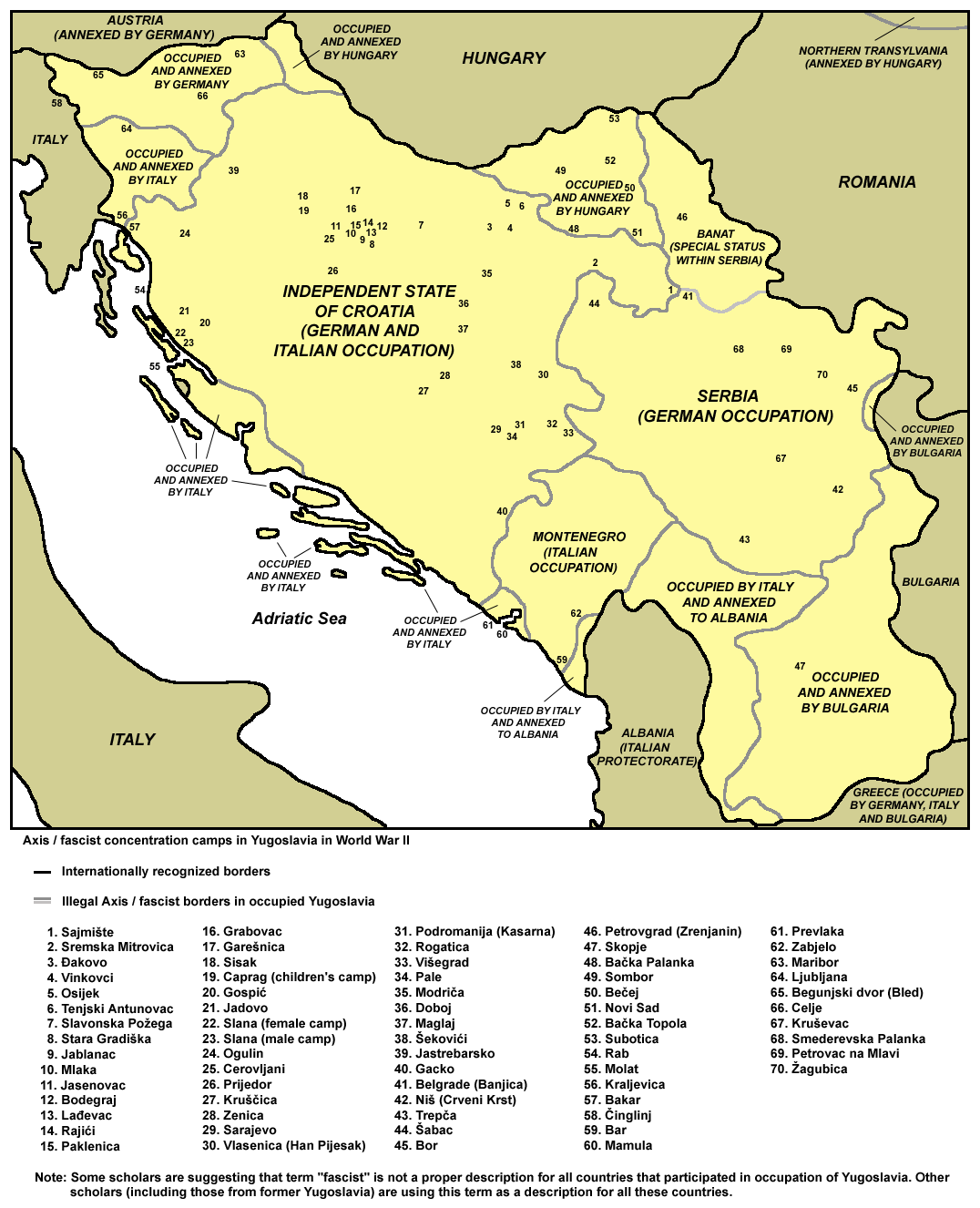
اردوگاه‌های کار اجباری در دولت مستقل کرواسی بر روی نقشه.

هولوکاست در دولت مستقل کرواسی به نسل‌کشی یهودیان، صرب‌ها، و مردم کولی در محدودهٔ دولت مستقل کرواسی در جریان جنگ جهانی دوم گفته می‌شود. دولت فاشیست مستقل کرواسی که توسط اوستاشه رهبری می‌شد و بخش‌هایی اشغال‌شده از یوگسلاوی را نیز – از جمله کرواسی امروزین، بوسنی و هرزگوین، بخش شرقی صربستان – شامل می‌شد. از ۳۹٬۰۰۰ یهودی که در ۱۹۴۱ در دولت مستقل کرواسی زندگی می‌کردند، با بر تخمین موزه یادبود هولوکاست ایالات متحده بیش از ۳۰ هزار تن کشته شدند. در میان ایشان، ۶٬۲۰۰ تن به آلمان نازی فرستاده شدند، و باقی نیز توسط اوستاشه در اردوگاه‌های کار اجباری آن، از جمله اردوگاه یاسنواتس، کشته شدند. اوستاشه تنها نیروی همدست نازی‌ها در اروپا بود که اردوگاه‌های مرگ خود را برای پاکسازی یهودیان و دیگر گروه‌های قومیتی برپا ساخت.
از میان اقلیت ۹٬۰۰۰ نفری یهودیان جان‌به‌دربرده، نیمی از ایشان موفق به پیوستن به گروه‌های پارتیزانی یا فرار به مناطق تحت کنترل این پارتیزان‌ها شدند. بر خلاف دیگر گروه‌هایی چون ارتش میهنی لهستان که یهودیان را در صفوف خود نمی‌پذیرفتند، پارتیزان‌های یوگسلاوی یهودیان را پذیرفتند و ۱۰ یهودی یوگسلاو بعدها به عنوان قهرمانان ملی معرفی شدند.
در طی جنگ، بسیاری یهودیان با کمک مردم کرواسی از مرگ رهانیدند. تا سال ۲۰۲۰ میلادی، ید وشم تعداد ۱۲۰ شهروند کروات را به عنوان درستکار در میان ملل معرفی کرده‌است.